# 中小田井駅
中小田井駅（なかおたいえき）は、愛知県名古屋市西区中小田井一丁目にある、名古屋鉄道犬山線の駅である。駅番号はIY02。原則普通電車のみが停車するが、平日朝ラッシュ時には一部の急行が当駅と下小田井駅に停車する。

## 歴史
- 1912年（大正元年）8月6日：開業。
- 1990年（平成2年）10月29日：準急が廃止され普通停車駅となる。
- 1991年（平成3年）10月27日：高架化[2]。
- 2004年（平成16年）2月15日：無人化[2]。同時にSFパノラマカード・ユリカが使用可能となる。
- 2011年（平成23年）2月11日：ICカード乗車券「manaca」供用開始。
- 2012年（平成24年）2月29日：トランパス供用終了。
- 2025年度（令和7年度）：バリアフリー化工事を実施予定[3]。

## 駅構造
8両編成対応の相対式プラットホーム2面2線を有する、3層構造の高架駅。駅集中管理システムが導入された無人駅である。
改札口はホーム下の2階にあり、付近には自動券売機（通勤manaca定期券（新規・継続）および通学manaca定期券（継続のみ）の購入も可能。ただし、名鉄ミューズカードでの決済は7:00～22:00の間に限られる。）と自動精算機（ICカードのチャージ等も可能）を備えている。トイレは改札内にある。また、2025年度にホームと車両間の段差・隙間の縮小やバリアフリートイレ設置等のバリアフリー化工事を実施する予定である。
2021年3月15日よりこの駅と下小田井駅に特別停車していた上り急行の特別車の営業が始まったものの、当初はタッチパネル式の券売機がなかったためにミューチケットの購入ができず、近隣の有人駅またはタッチパネル式券売機を備えた特別車が停車する駅で事前に購入するか、アプリで購入しなければならなかったが、後にタッチパネル式の券売機が導入されて以降、この駅でもミューチケットの当日購入が可能となった。
| 番線 | 路線      | 方向 | 行先                 |
| ---- | --------- | ---- | -------------------- |
| 1    | IY 犬山線 | 下り | 岩倉・犬山方面       |
| 2    | IY 犬山線 | 上り | 名鉄名古屋・金山方面 |

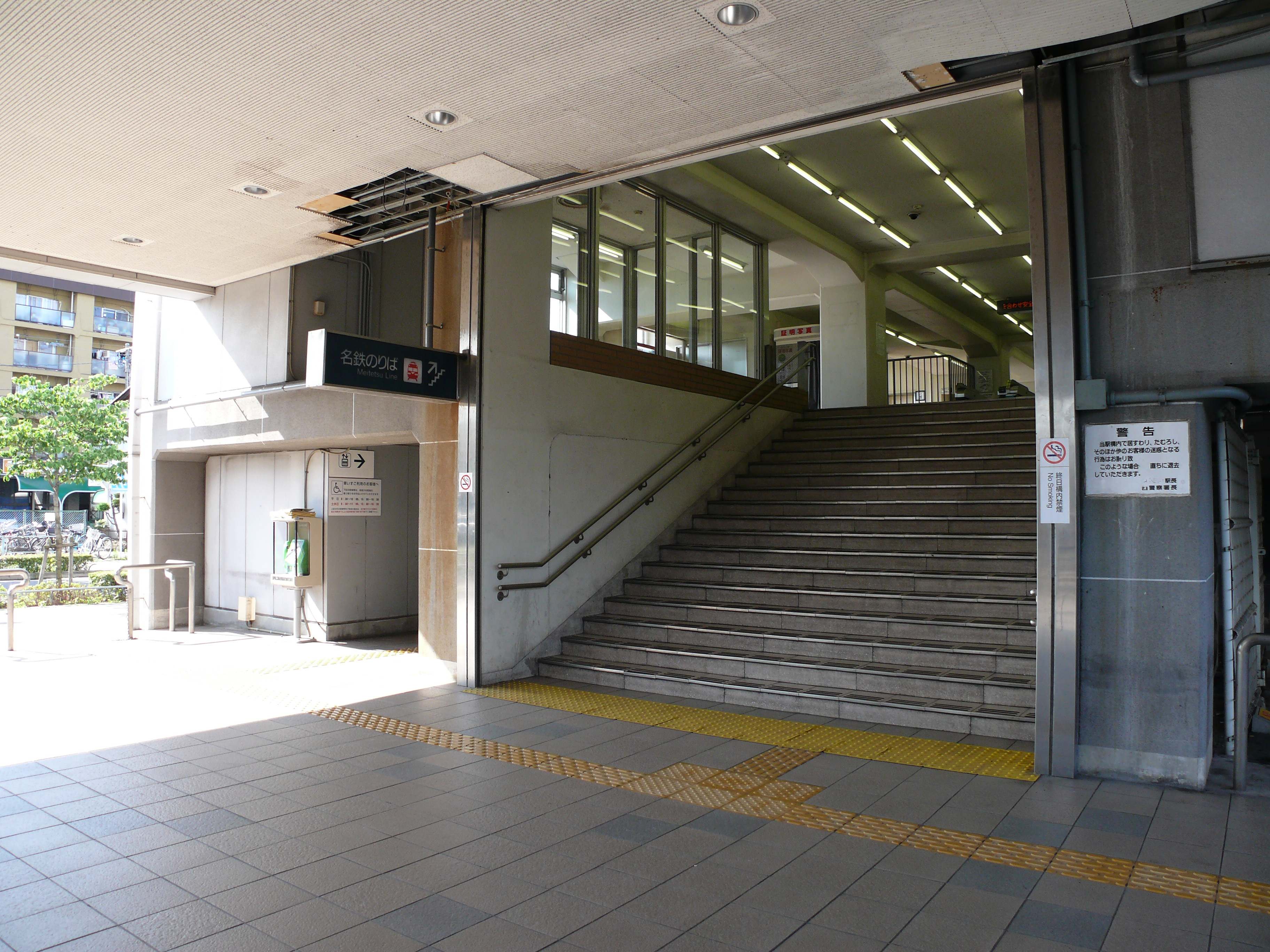
入口
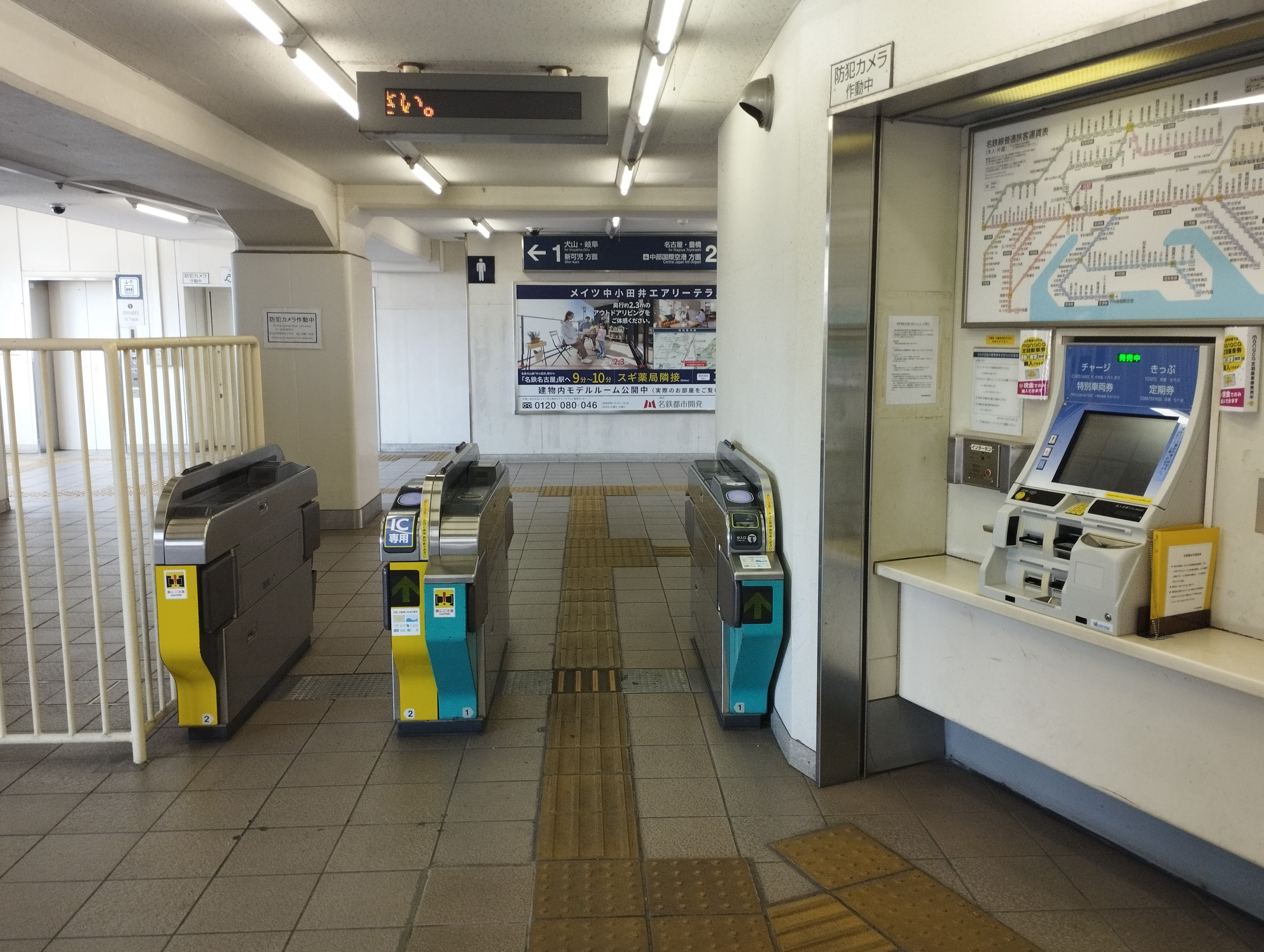
中2階にある改札口
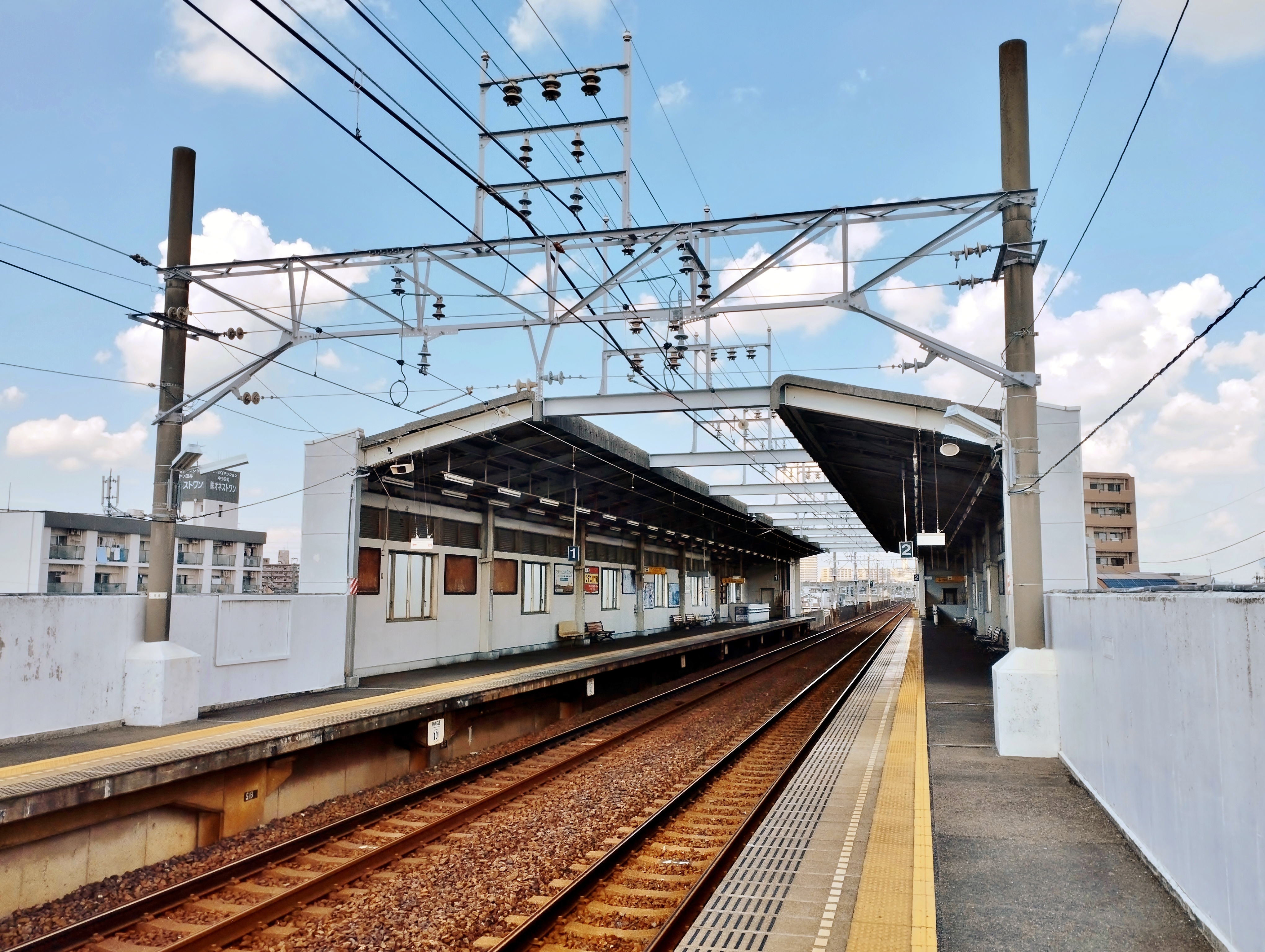
ホーム
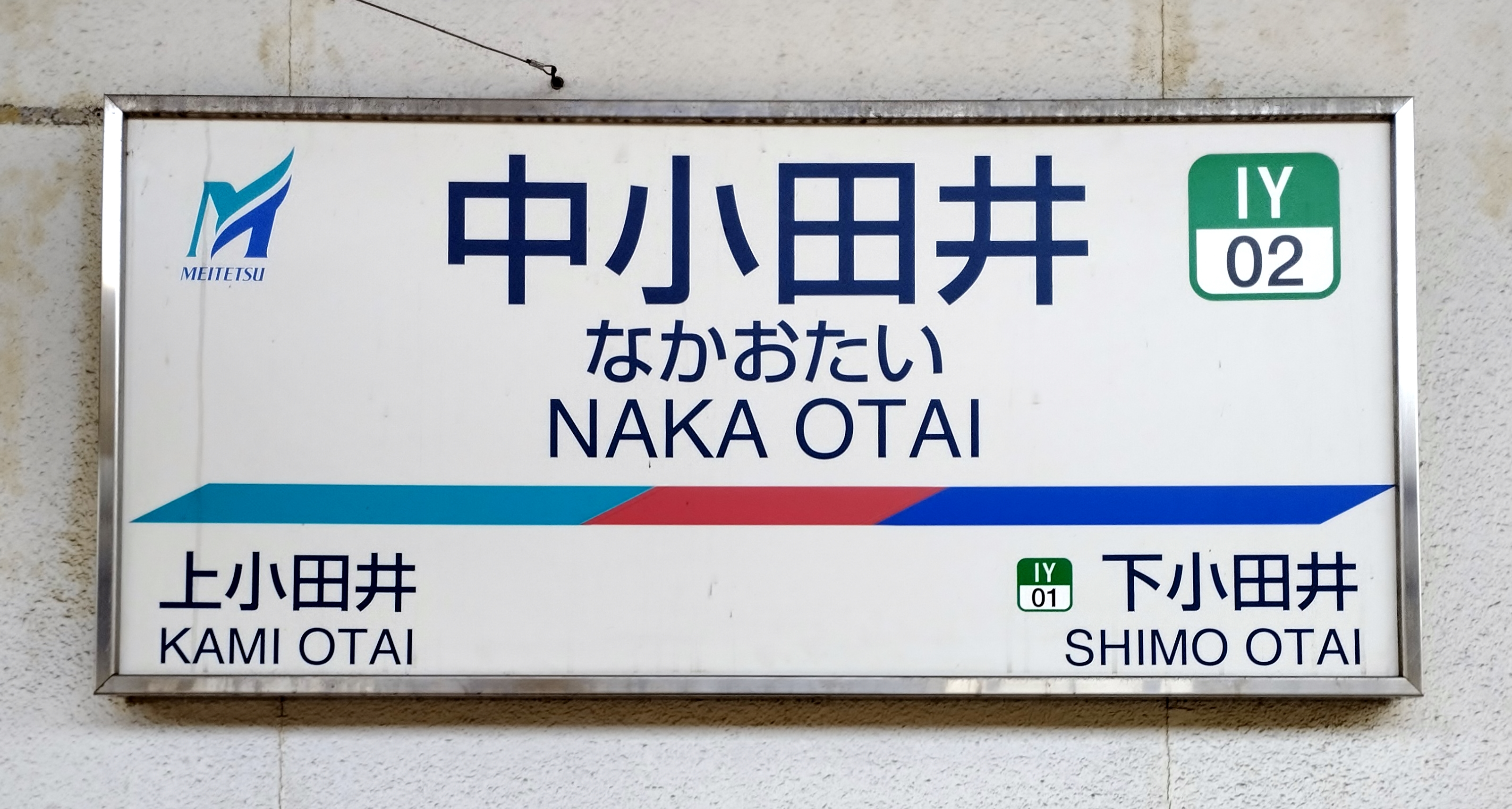
駅名標

### 配線図
| ← 名古屋方面 | 中小田井駅 構内配線略図 | → 岩倉・ 犬山方面 |
| 凡例 出典:   |                         |                   |

## 利用状況
- 「移動等円滑化取組報告書」によると、2022年度の1日平均乗降人員は3,509人であった[8]。
- 『名鉄120年：近20年のあゆみ』によると2013年度当時の1日平均乗降人員は3,367人であり、この値は名鉄全駅（275駅）中125位、犬山線（17駅）中11位であった[9]。
- 『名古屋鉄道百年史』によると1992年度当時の1日平均乗降人員は5,213人であり、この値は岐阜市内線均一運賃区間内各駅（岐阜市内線・田神線・美濃町線徹明町駅 - 琴塚駅間）を除く名鉄全駅（342駅）中86位、 犬山線（17駅）中10位であった[10]。
- 『名古屋市統計年鑑』によると、2019年度の1日平均乗車人員は1,886人である。各年度の1日平均乗車人員は以下の通り[11]。

| 年度   | 1日平均 乗車人員 |
| ------ | ---------------- |
| 2000年 | 1,645            |
| 2001年 | 1,597            |
| 2002年 | 1,521            |
| 2003年 | 1,477            |
| 2004年 | 1,508            |
| 2005年 | 1,533            |
| 2006年 | 1,538            |
| 2007年 | 1,514            |
| 2008年 | 1,603            |
| 2009年 | 1,524            |
| 2010年 | 1,557            |
| 2011年 | 1,602            |
| 2012年 | 1,628            |
| 2013年 | 1,672            |
| 2014年 | 1,699            |
| 2015年 | 1,776            |
| 2016年 | 1,791            |
| 2017年 | 1,831            |
| 2018年 | 1,844            |
| 2019年 | 1,886            |

## 駅周辺
名古屋市営地下鉄鶴舞線の庄内緑地公園駅までは直線距離で500m程度。道が複雑なため実際はもっと距離がある。
- 庄内緑地 - 入口まで徒歩6分程度。ピクニック広場など一部施設は庄内緑地公園駅よりも近く最寄となっている。岩倉街道を通り、庄内川堤防を走る愛知県道162号松河戸西枇杷島線を横断すると入口に到着する。
- 名古屋中小田井郵便局
- 愛知県青い鳥医療療育センター
- 小田井城址公園
- 平和堂中小田井店
- 愛知県道163号一場中小田井線（岩倉街道）

## バス路線
最寄停留所は、中小田井五丁目となる。以下の路線が乗り入れ、名古屋市営バス（名古屋市交通局）により運行されている。
- 小田12
  - 平田住宅行（※循環系統。小田井野田（右回り）または上小田井駅（左回り）を経由する）

## 隣の駅
名古屋鉄道
IY 犬山線
□ミュースカイ・□快速特急・■特急・□快速急行・■急行・■準急
通過
■急行（平日の朝に4本が特別停車）・■普通
下小田井駅（IY01） - 中小田井駅（IY02） - 上小田井駅（IY03）